# 梅崎快人
梅崎 快人（うめさき かいと、1994年4月25日 - ）は、日本の俳優。血液型O型。身長180cm。体重57kg。秋田県出身。幸福の科学を母体にするニュースター・プロダクションに所属して活動していたが、2020年7月、ニュースター・プロダクション公式サイトに掲載されていた公式プロフィール及びSNSアカウントがすべて削除され、以後の動向は不明である。

## 経歴
1994年 秋田県に生まれる。英会話が得意（TOEIC 885点）。子供のころは、宇宙やロボットに興味がある理系少年だった。2015年10月にスカウトされ、俳優としてスタートを切った、2015年より映画『君のまなざし』プロジェクトに参加。健太役を主演。
幸福の科学の私塾 ハッピー・サイエンス・ユニバーシティに通いながら、演技や発声のレッスンに励んでいる。2019年3月、同私塾を卒業。

## 出演

### テレビ
- 土曜ワイド劇場 法医学教室の事件ファイル42（2016年、テレビ朝日）記者役
- ミステリースペシャル おとり捜査官20（2017年、テレビ朝日）
- テレビ朝日ドラマスペシャル パディントン発4時50分（2017年、テレビ朝日）
- 連続ドラマW 監査役　野崎修平（2017年、WOWOW）
- BSプレミアム 我が家の問題（2017年、NHK）
- BSプレミアム 男の操（2017年、NHK）
- CDTVクリスマスSPドラマ 好き（2017年、TBS）
- ドクターX〜外科医・大門未知子〜（2017年／テレビ朝日）

### ラジオ
- 「天使のモーニングコール」1337回、2017年5月13日,14日放送
- エフエム富士「君のまなざし ラジオ」2017年4月30日[5]

### 映画
- 君のまなざし（2017年5月、日活） - 主演・神代健太 役
- 明日のきみへ（2018年3月、スターズウェイ） - 近藤春生 役
- さらば青春、されど青春。（2018年5月、日活) - 平野和彦 役
- 僕の彼女は魔法使い（2019年2月、日活） - 竹中優一 役

### 舞台
- 「ロードス島戦記」（2017年1月、ユーキース・エンターテインメント）
- 「俺と劉備様と関羽兄貴と」（2017年3月、劇団新星）メインキャスト 関羽 役
- YUME☆KATU朗読劇 『銀河鉄道の夜』（2017年6月、ユーキース・エンタテインメント）カムパネルラ 役
- 「僕は魔法が使えない?」（2018年2月、劇団新星）メインキャスト リョウスケ 役
- 「At The Bench」（2018年3月、スターズウェイ）主演 雅之 役

### 雑誌
- インタビュー、幸福の科学系月刊女性誌「アー・ユー・ハッピー？」2016年8月号[6]
- インタビュー、幸福の科学系月刊女性誌「アー・ユー・ハッピー？」2017年2月号[7]
- 表紙・グラビア・インタビュー、幸福の科学系月刊女性誌「アー・ユー・ハッピー？」2017年5号[8]
- 「TopYell」記事掲載（2017年 11月号、竹書房）[9]

### その他
- ドラマ「Vision」（2016年、日本大学芸術学部制作）